# Evarcha praeclara
Evarcha praeclara is een spinnensoort in de taxonomische indeling van de springspinnen (Salticidae).
Het dier behoort tot het geslacht Evarcha. De wetenschappelijke naam van de soort werd voor het eerst geldig gepubliceerd in 2003 door Jerzy Prószyński & Wanda Wesołowska.